# Dlăjka Poleana, Tărgoviște
Dlăjka Poleana (în bulgară Длъжка Поляна) este un sat în comuna Antonovo, regiunea Tărgoviște,  Bulgaria. 

## Demografie
Componența etnică a satului Dlăjka Poleana
     Romi (30,3%)
     Turci (13,63%)
     Bulgari (48,48%)
     Nicio identificare (7,57%)
La recensământul din 2011, populația satului Dlăjka Poleana era de 66 locuitori. Nu există o etnie majoritară, locuitorii fiind bulgari (48,48%), romi (30,3%) și turci (13,63%). Pentru 7,57% din locuitori nu este cunoscută apartenența etnică.